# Iwajlowgrad
Iwajlowgrad, auch Ivaylovgrad (bulgarisch Ивайловград, türkisch Ortaköy) ist eine Stadt und Verwaltungssitz einer gleichnamigen Gemeinde in Südbulgarien unweit der griechischen Grenze. Der Name der Stadt leitet sich aus den bulgarischen Wörtern Iwajlo (Zar Iwajlo) und grad für Stadt ab; er bedeutet also Iwajlos Stadt.

## Geographie
Die Stadt Iwajlowgrad liegt in den östlichen Ausläufern des Rhodopen-Gebirges am Übergang zur thrakischen Ebene. In der Nähe der Stadt fließen die Flüsse Arda und Erythropotamos. Am Fluss Arda unweit von Iwajlowgrad befindet sich die Talsperre Iwajlowgrad mit dem zugehörigen Iwajlowgrader Stausee.
Die Gemeinde Iwajlowgrad grenzt im Norden an die Gemeinden Ljubimez und Madscharowo, im Westen an die Gemeinde Krumowgrad in der Oblast Kardschali und im Osten und Süden an die griechische Gemeinde Orfeas.

## Verkehr
Durch die Stadt verläuft die südlich von Kardschali von der Hauptstraße I-5 (Europastraße 85) abzweigende Straße zweiter Ordnung II-59, die nach Osten zur Grenze zwischen Bulgarien und Griechenland führt. Ein Grenzübergang besteht dort derzeit nicht. Nach Norden verbindet die Straße III-597 mit der Stadt Ljubimez an der Hauptstraße I-8.

## Sehenswürdigkeiten

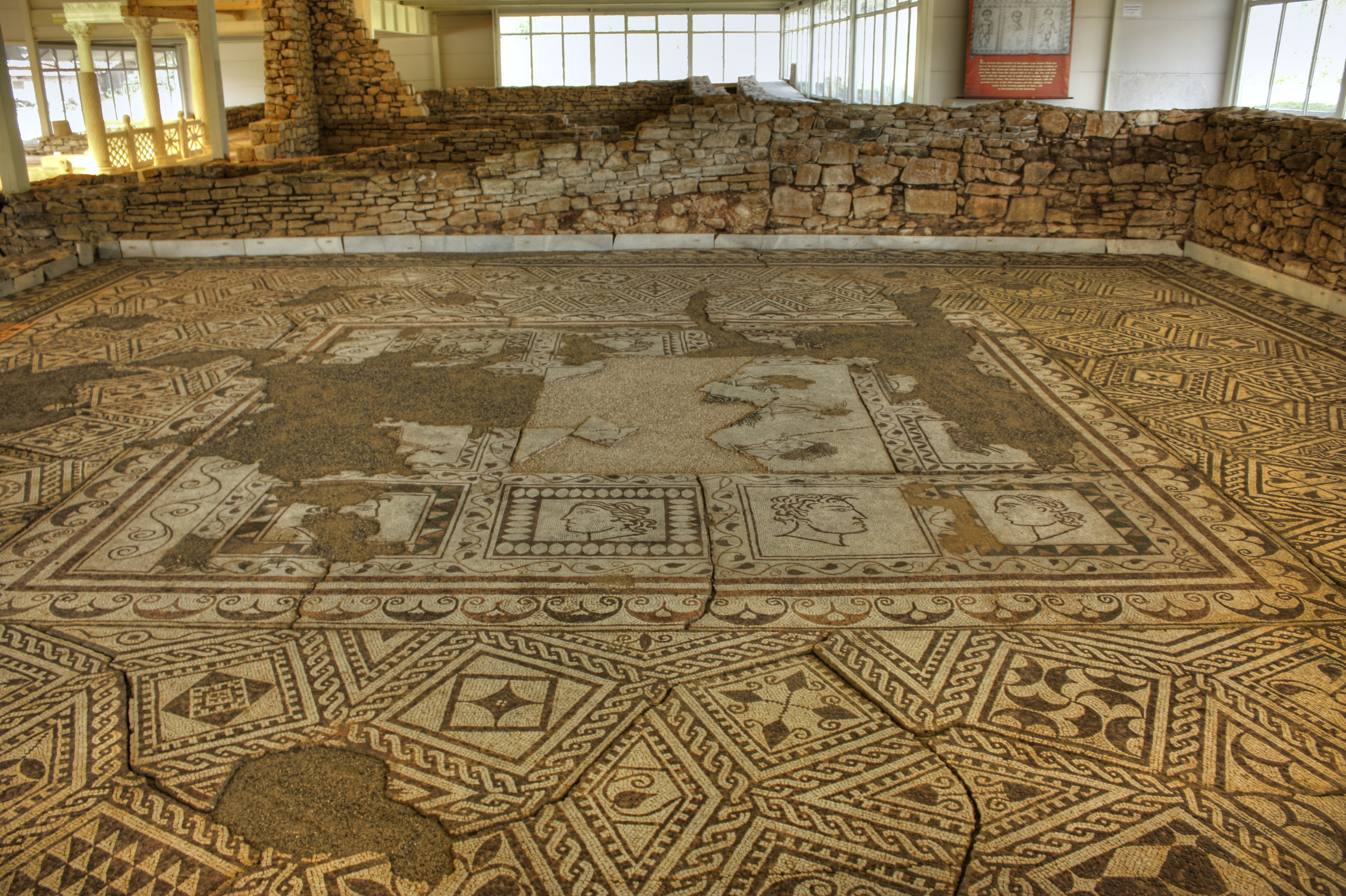
Mosaikfußboden in der Villa Amira

- Villa Armira, eine römische Landvilla
- Festung Ljutiza
- Aterenski Most (bulg. Атеренски мост), eine osmanische Brücke über den Fluss Armira
- Thrakisches Grab bei Swiratschi
- Mehrere thrakische Dolmen in der ganzen Gemeinde